# Головчицкая Буда
Буда Головчицкая (бел. Буда Галоўчыцкая; до 2010 — Головчицкая Буда) — агрогородок в Головчицком сельсовете Наровлянского района Гомельской области Беларуси.

## География

### Расположение
В 16 км на юго-запад от Наровли, 21 км от железнодорожной станции Ельск (на линии Калинковичи — Овруч), 192 км от Гомеля.

### Гидрография
На севере и востоке мелиоративные каналы, соединённые с рекой Мытва (приток реки Припять).

## Транспортная сеть
Рядом автодорога Ельск — Наровля. Планировка состоит из прямолинейной улицы, ориентированной с юго-запада на северо-восток, к которой с северной и южной сторон присоединяются по 2 переулка. Застроена двусторонне деревянными домами усадебного типа. В 1988-95 годах построено 46 кирпичных, коттеджного типа, домов, в которых разместились переселенцы из загрязненных радиацией мест в результате катастрофы на Чернобыльской АЭС.

## История
По письменным источникам известна с XVIII века как деревня в Мозырском повете Минского воеводства Великого княжества Литовского. После 2-го раздела Речи Посполитой (1793 год) в составе Российской империи. В 1834 году владение Горватов. В 1879 году обозначена в числе поселений Демидовского церковного прихода. Согласно переписи 1897 года в Наровлянской волости Речицкого уезда Минской губернии.
В 1930 году организован колхоз «Новая Буда», работала кузница, с 1936 года начальная школа. Во время Великой Отечественной войны действовала патриотическая группа (руководитель Г. Рудько). В боях около деревни погибли 7 советских солдат и 3 партизана (похоронены в братской могиле на северо-восток от деревни). Согласно переписи 1959 года центр колхоза «Советская Беларусь». Расположены 9-летняя школа, библиотека, Дом культуры, фельдшерско-акушерский пункт, детские ясли-сад, отделение связи, магазин.
В 2010 году деревня Головчицкая Буда преобразована в агрогородок Буда Головчицкая.

## Население

### Численность
- 2004 год — 137 хозяйств, 333 жителя.

### Динамика
- 1795 год — 16 дворов.
- 1834 год — 27 дворов.
- 1897 год — 43 двора, 259 жителей (согласно переписи).
- 1908 год — 50 дворов, 343 жителя.
- 1959 год — 438 жителей (согласно переписи).
- 2004 год — 137 хозяйств, 333 жителя.

## Культура
- Дом культуры
- Библиотека

## Достопримечательность
- Аллея ко Дню народного единства (17.09.2022)